# Eleazar Wheelock
Eleazar Wheelock (Windham, 22 aprile 1711 – Hanover, 24 aprile 1779) è stato un pastore protestante, educatore e filantropo statunitense, ministro della Chiesa Congregazionalista e fondatore del Dartmouth College.

## Biografia
Era nato a Windham (Connecticut) da Ralph Wheelock e Ruth Huntington. Era il pronipote del primo maestro della prima scuola libera negli Stati Uniti, a Dedham (Massachusetts), il Rev. Ralph Wheelock.
Nel 1733 si laureò allo Yale College dopo aver vinto il primo premio della Donazione Dean Berkeley per essersi distinto nelle materie umanistiche. Proseguì gli studi teologici allo Yale College fino a che non gli fu concessa la licenza per predicare, nel maggio 1734, e divenne pastore della seconda Chiesa congregazionalista di Lebanon (Connecticut) nel febbraio 1735. Fu ministro per 35 anni.
Il 29 aprile 1735 sposò Sarah Maltby, vedova del capitano William Maltby di New Haven (Connecticut), morto nel 1701, e figlia del reverendo Davenport di Stamford (Connecticut). Con lei visse undici anni ed ebbero sei figli (tre dei quali morirono nell'infanzia). Dopo la sua morte sposò, nel 1747, Mary Brimstead di Milford (Connecticut), da cui ebbe cinque figli. Il maggiore, John Wheelock, nato nel 1754, divenne il secondo rettore del Dartmouth College alla morte del padre.
Partecipò attivamente e con entusiasmo al movimento detto The Great Awakening (il grande risveglio) che aveva cominciato a diffondersi nella valle del fiume Connecticut approssimativamente nel periodo della sua laurea a Yale. Fu uno dei più attivi in Connecticut nel ruolo di "chief intelligencer of revival news".
In suo onore venne dato il suo nome alla città di Wheelock nella Contea di Caledonia, Vermont. I residenti nella città possono frequentare il Dartmouth College senza dover pagare le tasse di iscrizione.

### L'opera missionaria
Nel 1743 accolse uno studente di nome Samson Occom un nativo americano della tribù Mohegan che conosceva l'inglese e si era convertito al Cristianesimo nella sua infanzia. Il successo di Wheelock nella preparazione di Occom al ministero religioso lo incoraggiò a fondare una scuola a Lebanon per gli indiani nativi americani, con lo scopo di trasmettere ai giovani un'educazione in materie laiche e religiose, in modo che potessero tornare alle loro tribù come missionari. Alle ragazze veniva insegnato il governo e l'amministrazione domestica e l'alfabetizzazione. La scuola era sostenuta da contributi di beneficenza. I suoi piani per educare i giovani studenti nativi americani nella sua scuola, chiamata Moor's Charity School, che si trovava nella città di Lebanon, non andò però bene. Molti dei suoi studenti si ammalarono e morirono, mentre alcuni divennero sregolati e per vari motivi incapaci di svolgere il lavoro di missionari.

### La fondazione del Dartmouth College
Alla fine decise di ampliare la scuola e aggiungere un college (per l'educazione dei bianchi nelle materie umanistiche, filosofia e letteratura), e cominciò a cercare un altro luogo per la scuola. Wheelock ottenne l'atto costitutivo dal re Giorgio III il 13 dicembre 1769. Samson Occom e la British Board of Trustees diretta da William Legge, 2nd Earl of Dartmouth si oppose all'aggiunta del college e, nonostante l'opposizione di Lord Dartmouth (o a causa di essa), Wheelock nominò il college Dartmouth College.
Per la sede fu scelta Hanover, New Hampshire e nel 1771, quattro studenti ottennero la prima laurea al Dartmouth, tra cui il figlio di Wheelock, John.
Il Rev. Eleazar Wheelock morì durante la guerra d'indipendenza, il 24 aprile 1779. Fu sepolto ad Hannover.
I suoi scritti includono:
- "Narrative of the Indian School at Lebanon".[9][10]
- "A plain and faithful narrative of the original design, rise, progress and present state of the Indian charity-school at Lebanon, in Connecticut"[11]
- "A sermon preached before the second society in Lebanon, June 30. 1763: at the ordination of the Rev. Mr Charles-Jeffry Smith, with a view to his going as a missionary"[12]

Durante la seconda guerra mondiale una nave della classe Liberty (Numero identificativo dello scafo 0038) fu chiamato in suo onore Rev. Wheelock. Si trattava di una nave di categoria C-2 da carico attrezzata per portare 550 soldati. Partecipò allo sbarco in Normandia ed è stata spesso citata nel libro The Shore Far dell'autore americano Max Miller.